# بيتر إليتش تشايكوفسكي
بيتر إليتش تشايكوفسكي (الروسية: Пётр Ильи́ч Чайко́вский) ‏(7 مايو 1840 – 6 نوفمبر 1893) هو ملحن روسي، ويعد بطل تطور الموسيقى الروسية الحديثة. وهو مؤلف المقطوعات الشهيرة بحيرة البجع، وكسارة البندق، والجمال النائم. على الرغم من نضجه الموسيقي المبكر، تلقى تشايكوفسكي تعليمه للعمل كموظف حكومي حيث لم تكن هناك فرصة كبيرة للعمل الموسيقي في روسيا في ذلك الوقت ولم يكن هناك نظام لتعليم الموسيقى العامة. وعندما سنحت الفرصة لمثل هذا التعليم، التحق بمعهد سانت بطرسبورغ الموسيقي الناشئ، والذي تخرج منه في عام 1865. إن التدريس الرسمي الموجه نحو الغرب الذي تلقاه تشايكوفسكي هناك جعله بعيدًا عن ملحني الحركة القومية المعاصرة التي جسدها الملحنون الروس في روسيا. الخمسة الذين كانت علاقته المهنية مختلطة معهم.

## حياته
وُلد تشايكوفسكي في 25 أبريل 1840 في مدينة فوتكينسك بروسيا، التحق بمدرسة القانون في سانت بطرسبرغ عام 1855، ثم اتجه إلى دراسة الموسيقى في معهد الموسيقى بسانت بطرسبرغ من عام 1862 إلى 1866. ينتمي تشايكوفسكي إلى العصر الرومانسي. وتتضمن مؤلفاته سيمفونيات ومؤلفات للأوبرا والباليه وموسيقى الآلات وموسيقى الحجرة والأغنيات. وتشمل أعماله لموسيقى الباليه بحيرة البجع والجميلة النائمة وكسارة البندق. كما ألّف كونشرتو للبيانو وأوبرا يوجين أونيجين. ولد تشايكوفسكي في أسرة من الطبقة المتوسطة وتلقى تعليمه ليصبح موظفا. لكنه امتهن الموسيقى ضد رغبة أسرته والتحق بكونسرفتوار سانت بطرسبرج عام 1862 وتخرّج منه عام 1865.كانت بدايته الجدية في التأليف في حوالي عام 1866 وكان تشايكوفسكي أول الموسيقيين الذين تودست مؤلفا مسرحيا ومغنيا ومترجما. تزوجت أليكسندرا من ليف دافيدوف وأنجبت سبعة أطفال أحدهم يُدعى بوب الذي صار شخص أساسي في حياة المؤلف الأخيرة. آل دافيدوف قدموا الأسرة الجيدة الحقيقية التي عرفها تشايكوفسكي في سن النضج وصارت ضيعتهم في كاميانا الآن جزء تلقوا تدريبا منظما في أساسيات الموسيقى وهذا التدريب الرسمي المتجه ناحية الغرب، جعله منفصلا عن الحركة القومية المعاصرة التي جسدتها المجموعة المؤثرة من الخمسة مؤلفين الروس المعروفين بالخمسة الكبار، الذي امتزجت بهم العلاقة المهنية لتشايكوفسكي.
ورغم أن تشايكوفسكي كان يتمتع بنجاحات كثيرة، فإنه لم يكن مستقر عاطفيًا قط، وكانت حياته ملئية بالأزمات الشخصية وفترات اكتئاب. والعوامل التي ساعدت على هذا كان شذوذه الجنسي المكبوت وخوفه من الفضيحة، وزواجه الفاشل والانهيار المفاجئ للعلاقة الوحيدة المستمرة في حياته، وهي صلته التي استمرت 13 عاما مع الأرملة الثرية ناديزدا فون ميك. ووسط الأزمات الخاصة لتشايكوفسكي، نمت سمعته العامة، وكرمه القيصر ومنحه معاشا مدى الحياة ولاقى المديح في قاعات الكونسير في العالم. وتنسب وفاته المفاجئة في سن 53 عامًا للكوليرا، إلا أن البعض ينسبها للانتحار.
ورغم شهرته مع جماهير الموسيقى في العالم، موسيقى تشايكوفسكي عادة تجاهلها النقاد في أوائل ووسط القرن العشرين على أنها بربرية وتفتقر إلى الفكر السامي. لكن في نهاية القرن العشرين اعتبرت مكانة تشايكوفسكي كموسيقي عام في وضع آمن.
تطورت أحاسيسه وانفعالاته في هذه الأثناء خلال فترات طويلة من الإحباط النفسي، ومن المثير للعجب أنه قد ألّف بعضا من أكثر مقطوعاته الموسيقية بهجة خلال هذه الفترة. ومن بين الأماكن التي أقام فيها تشايكوفسكي منزل له في بلدة كلين التي تبعد 85 كيلومترا شمال موسكو. هذا المنزل تحوّل حاليا إلى متحف يزوره الآلاف سنويا، ففي 2008 زار المنزل 86 ألف زائر. كما تبرعت الدولة الروسية بتمثال من المعدن لتشايكوفسكي يمثله في سنواته الأخيرة وضع خارج المنزل.
اشترت أرملة ثرية اسمها «نادزدا فون مك» الحقوق الأدبية المتعلقة ببعض أعمال تشايكوفسكي العام 1876، بعد أن أعجبت بموسيقاه ووافقت على تقديم الدعم والمساندة له، حتى يتوفر له الجو المناسب للتأليف الموسيقي، وقد وفر له ذلك دخلا مضمونا مما جعله يتخلص من معهد موسكو للموسيقى، مركزا جهده على التأليف الموسيقي. قام بجولات كثيرة وشارك بافتتاح قاعة كارنيجي في مدينة نيويورك.
فارق تشايكوفسكي الحياة في 6 نوفمبر عام 1893 بمدينة سان بيترسبورغ بروسيا.

## مرحلة الطفولة
ولد بيتر إليتش في فوتكنسك، وهي بلدة صغيرة في أمورتاي اليوم، المعروفة في السابق بمقاطعة فياتكا في الإمبراطورية، من أسرة تعمل في الخدمة العسكرية، حيث كان والده إليا بيتروفتش تشايكوفسكي مهندس من أصل كوزاكي خدم في الجيش. كان جده بيترو فيدروفتش تشيكا، الذي هاجر من مياكوليف نوفوروسيا. كانت والدة المؤلف ألكسندرا أندريفنا التي كان اسمها قبل الزواج أسيير أصغر من زوجها ب18 عام، وكان من أصل فرنسي من جانب الأب وكان ثاني زوجة من زوجات اليا الثلاث. كان تشايكوفسكي له أربعة اخوة (نيكولاي وايبوليت والتوأم أناتولي ومودست) وأخت تُدعى ألكسندرا وكان له أيضا أخت غير شقيقة تُدعى زينيدا من الزواج الأول لأبيه. كان تشايكوفسكي قريب جدا من أليكساندرا بشكل خاص ومن التوأم. أناتولي لاحقا امتهن مهنة قانونية في حين صار من أوكرانيا الملاذ المرحب له خلال سنوات تجوله.

## المثلية الجنسية
كان لدى شايكوفسكي ميولا مثلية، وقد شاع صيته بين الناس ما سبّب له الإحراج والضيق الشديدين، فقرر الزواج من فتاة كانت قد أحبته عسى أن يفتح بذلك طريقا جديدة. إلا أن زواجه لم يكتب له النجاح، حيث أن ميوله المثلية حالت إلى فشل تلك العلاقة، فابتعد عن زوجته وبعد مدة طالبته بالطلاق.
الجدير بالذكر أن موسيقاه «روميو وجولييت»، كان قد استوحاها من تلميذ له كان قد جمع بينهما علاقة مشاعر حميمة، إلا أن تلميذه أنهى حياته بالانتحار حيثُ يقال أن هذا يبرر لمسة الحزن في خاتمة موسيقى روميو وجولييت.

## مؤلفاته
أنظر مقال موسيقى بيتر إليتش تشايكوفسكي
يعد تشايوفسكي من أوائل الموسيقيين الروس الذين اشتهروا عالميا، فقد كان متمكنا من تنسيق الفرقة الموسيقية -الأوركسترا- بمقدرة فذة من مزج أصوات الآلات الموسيقية المختلفة بخلق الأثر الموسيقي المتنامي، وكانت له أيضا موهبة خاصة في كتابة المقطوعات الغنائية.
وصف تشايكوفسكي بأنه مؤلف الموسيقى التي يغلب عليها الحزن. ومن أهم أعمال تشايوفسكي السيمفونيات الثلاث الأولى والتي نادراً ما تؤدى في الوقت الحاضر. وتعد سيمفونيته الرابعة أولى روائعه على النمط السيمفوني، كما أن سيمفونيته الخامسة هي الأجمل من حيث التركيب المنظم.
تضم أعمال تشايوفسكي الموسيقية الأخرى «الكابريشيو الإيطالي»، «نتكراكر سويت» بالإضافة إلى أربع مقطوعات أخرى، تعتبر مؤلفات تشايوفسكي الأخرى «كونشرتو للبيانو» و«البيانو كونشرتو رقم 1» من الكلاسيكيات في هذا المجال، ومؤلفات عدة للباليه منها «بحيرة البجع» و«كسارة البندق» و«الجمال النائم» كتب تشايوفسكي، مؤلفاته للأوبرا، ولكن التي اشتهرت من خارج روسيا هي فقط أوبرا «يوجيني أنيجين» و«ملك العناكب». أما في موسيقى الآلات فأهم أعماله رباعيته الوترية الثالثة، وقصيدته السيمفونية «العاصفة»، وافتتاحياته السيمفونية، «مانفرد» و«روميو وجولييت» و«هاملت» و«فرلانشكا داريمني».

## وصلات خارجية
- بيتر إليتش تشايكوفسكي على موقع IMDb (الإنجليزية)
- بيتر إليتش تشايكوفسكي على موقع الموسوعة البريطانية (الإنجليزية)
- بيتر إليتش تشايكوفسكي على موقع ميوزك برينز (الإنجليزية)
- بيتر إليتش تشايكوفسكي على موقع قاعدة بيانات برودواي على الإنترنت (الإنجليزية)
- بيتر إليتش تشايكوفسكي على موقع قاعدة بيانات الأفلام السويدية (السويدية)
- بيتر إليتش تشايكوفسكي على موقع إن إن دي بي (الإنجليزية)
- بيتر إليتش تشايكوفسكي على موقع أول ميوزيك (الإنجليزية)
- بيتر إليتش تشايكوفسكي على موقع ديسكوغز (الإنجليزية)
- بيتر إليتش تشايكوفسكي على موقع قاعدة بيانات الفيلم (الإنجليزية)